# آینه عقب

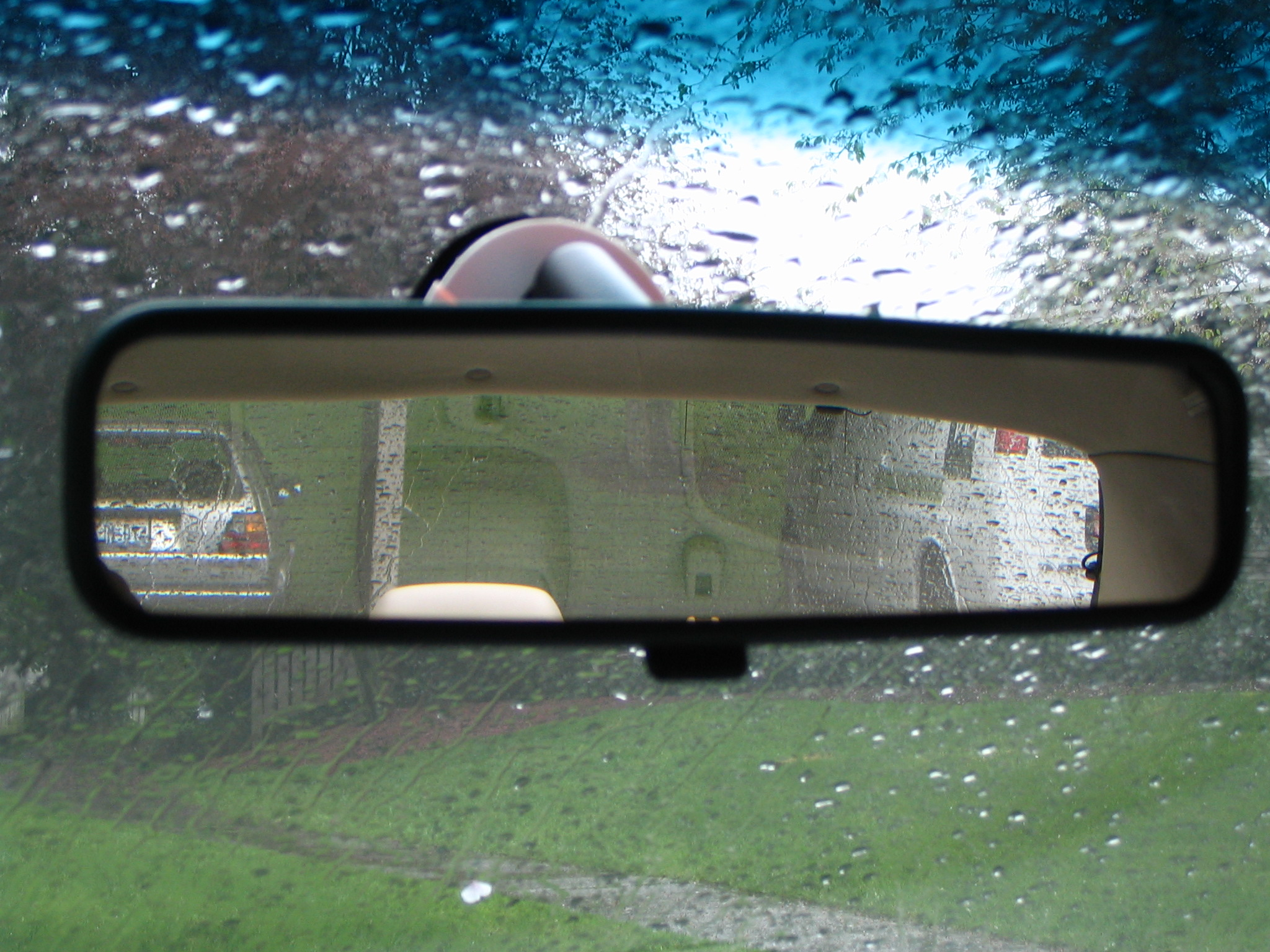
آینه عقب برای دیدن ماشین‌های پشتی

آینه عقب آینه‌ای معمولاً مسطح بالای شیشه جلوی خودروها و سایر وسایل نقلیه است که به راننده امکان می‌دهد عقب خودرو را ببیند.
آینه عقب معمولاً به بالای شیشه جلو روی یک پایه دو چرخان نصب می‌شود که متناسب با ارتفاع و زاویه دید هر راننده تنظیم می‌شود.
آینه بغل در کنار آینه عقب می‌تواند به راننده در مشاهده اطراف کمک کند.

## تاریخچه
استفاده از آینه‌ها در اتومبیل اولین بار در یک مجله تجاری در اوایل سال ۱۹۰۶ مطرح شد. در همان سال، بلال غانتی از فرانسه حق اختراع " آینه هشداردهنده برای خودرو " را به ثبت رساند. آینه آرگوس داش در سال ۱۹۰۸ ابداع شد. اولین آینه عقب شناخته شده بر روی خودروی مسابقه ای مارمون ری هارون در اولین مسابقه ایندیاناپلیس ۵۰۰ در سال ۱۹۱۱ بود. خود هارون ادعا کرد که این ایده را از دیدن آینه ای که برای اهدافی مشابه در یک کالسکه اسبی در سال ۱۹۰۴ استفاده می‌شود، به دست آورده است.
المر برگر معمولاً با اختراع آینه عقب شناخته می‌شود، اگرچه در واقع او اولین کسی بود که آن را ثبت اختراع کرد (۱۹۲۱) و آن را برای ادغام در خودروهای تولیدی شرکت خود توسعه داد.